# Mattis Teutsch János
Mattis Teutsch János (Brassó, 1884. augusztus 13. – Brassó, 1960. március 17.) erdélyi magyar festő, szobrász és grafikus. Az avantgárd művészetek európai rangú mestere, aki alkotó módon kapcsolódott be az expresszionizmus, a kubizmus és az absztrakt művészet stílusirányzataiba, s felépítette gazdag életművét.

## Életpályája
Eredeti neve Mattis. A Teutsch nevet a mostohaapja iránti tiszteletből vette fel. Apja magyar, anyja szász volt. Miután faipari szakiskolát végzett Brassóban, Budapesten és Münchenben tanult, majd két évig főleg Párizsban tartózkodott. Fokozatosan eltávolodott a látvány-hű ábrázolástól. Első szín- és vonalritmusból komponált expresszionista akvarelljei 1908 és 1915 között készültek.
1917. október 14-én Budapesten az ő munkáiból szervezték meg Kassák Lajos Ma c. folyóiratának első kiállítását, amely egyben első egyéni tárlata is, még ebben az évben 12 linómetszetét adta közre a Ma. 1918-ban továbbra is a Ma kiállító művésze volt, s kapcsolatba került a Der Sturm absztrakt csoportjával, egyéni kiállítása volt Berlinben. 1919 után Brassóban élt, szülővárosában műtermi kiállítás keretében mutatkozott be, amelyet aztán minden évben megismételt.
Az 1910-es és az 1920-as években igen aktív és termékeny volt, kiállított 1921-ben Paul Klee-vel, Archipenkóval és Marc Chagallal Berlinben a Der Sturm Galériájában. 1923-24-ben Rómában, Berlinben és Chicagóban is bemutatkozott. 1925-ben Párizsban volt egyéni kiállítása. 1928-ban részt vett a berlini absztrakt kiállításon. 1928-tól nyaranként gyakran a nagybányai művésztelepen dolgozott. 1931-ben fametszeteivel illusztrált formatant adott ki Kunstideologie címen. Művei sohasem váltak teljesen geometrikussá, de foglalkoztatta a geometrikus absztrakció.
Idős korában művészetszervezéssel foglalkozott, monumentális freskóterveket készített és szürrealisztikus, allegorikus kompozíciós képeket festett.

## Emlékezete
- Halála után először a műveit a csíkszeredai múzeumban állították ki fiának, Mattis Jánosnak a munkáival együtt. 1996-ban a Nagybánya művészete c. kiállításon szerepeltek művei a Magyar Nemzeti Galériában. 1999-ben és 2001-ben rendeztek műveiből önálló kiállítást a Magyar Nemzeti Galériában. A MissionArt Galéria által szervezett és rendezett 2001-es kiállításának címe: Mattis Teutsch János és a Der Blaue Reiter.[1] Ez utóbbi kiállításhoz jelent meg egy azonos című, nagyszabású katalógus a MissionArt Galéria kiadásában (angol nyelven is, önálló kötetben). Ugyanez a kiállítás Budapest után a müncheni Haus der Kunstban vendégszerepelt, német nyelvű katalógussal, a budapesti mutációjaként.[2]
- Későbbi Mattis Teutsch János kiállítások a MissionArt Galéria szervezésében: Los Angeles, 2002, Berlin, 2002, London, 2004, önálló, angol és német nyelvű katalógusokkal.[3]
- 2015. március 17-én Brassóban, a Hosszú utca 143. szám alatti házon emléktáblát helyeztek el román, magyar, német és angol nyelven. A magyar nyelvű tábla szövege: Itt élt és alkotott/Hans MATTIS TEUTSCH János/képzőművész/1884–1960.[4]
- Brassóban képzőművészeti középiskola viseli nevét.[5]

## Művei közgyűjteményekben (válogatás)
- Teutsch papa portréja (c. 1908 Muzeul de Artă, Brassó)
- Mattis Teutsch szülőháza (1908–1910, Muzeul de Artă, Sepsiszentgyörgy)
- Táj (1908–1910 Magyar Nemzeti Galéria, Budapest)
- Táj úttal (c. 1916 Nógrádi Múzeum, Salgótarján)
- Sárga táj (c.1916 k. MNG)
- Táj fákkal (c. 1916 Szépművészeti Múzeum, Budapest)
- Sárga-kék táj (c.1916 Janus Pannonius Múzeum, Pécs
- Napraforgók (1916 Városi Képtár, Deák-gyűjtemény, Székesfehérvár
- Szántóföld (c. 1916 Szépművészeti Múzeum, Budapest)
- Dombos táj (c. 1916 JPM, Pécs
- Táj (1916 MNG)
- Hegyes táj (c. 1916 JPM)
- Világos táj (c. 1917 JPM)
- Táj (c.1917 Muzeul de Artă, Sepsiszentgyörgy
- Táj (1917 Szépművészeti Múzeum, Budapest)
- Magányos fa, (c.1917 Xántus János Múzeum, Patkó Imre-gyűjtemény, Győr)
- Sötét táj (c.1918 JPM, Pécs).